# Gorgonocephalus pustulatus
Gorgonocephalus pustulatus is een slangster uit de familie Gorgonocephalidae.
De wetenschappelijke naam van de soort werd in 1916 als Astrodendrum pustulatum gepubliceerd door Hubert Lyman Clark. De soort werd door Alan N. Baker in 1974 in het geslacht Gorgonocephalus geplaatst.